# The Best FIFA Football Awards 2024
I The Best FIFA Football Awards 2024 si sono svolti il 17 dicembre 2024.

## Premi

### The Best FIFA Men's Player
| Posizione       | Nome              | Club                              | Nazionalità | Punti |
| --------------- | ----------------- | --------------------------------- | ----------- | ----- |
| 1               | Vinícius Júnior   | Real Madrid                       | Brasile     | 48    |
| 2               | Rodri             | Manchester City                   | Spagna      | 43    |
| 3               | Jude Bellingham   | Real Madrid                       | Inghilterra | 37    |
| Altri candidati |                   |                                   |             |       |
| 4               | Daniel Carvajal   | Real Madrid                       | Spagna      | 31    |
| 5               | Lamine Yamal      | Barcellona                        | Spagna      | 30    |
| 6               | Lionel Messi      | Inter Miami                       | Argentina   | 25    |
| 7               | Toni Kroos        | Real Madrid                       | Germania    | 18    |
| 8               | Erling Haaland    | Manchester City                   | Norvegia    | 18    |
| 9               | Kylian Mbappé     | Paris Saint-Germain / Real Madrid | Francia     | 14    |
| 10              | Florian Wirtz     | Bayer Leverkusen                  | Germania    | 8     |
| 11              | Federico Valverde | Real Madrid                       | Uruguay     | 4     |

### The Best FIFA Goalkeeper
| Posizione       | Nome                 | Club                | Nazionalità | Punti |
| --------------- | -------------------- | ------------------- | ----------- | ----- |
| 1               | Emiliano Martínez    | Aston Villa         | Argentina   | 26    |
| 2               | Ederson              | Manchester City     | Brasile     | 16    |
| 3               | Unai Simón           | Athletic Bilbao     | Spagna      | 13    |
| Altri candidati |                      |                     |             |       |
| 4               | Andrij Lunin         | Real Madrid         | Ucraina     | 11    |
| 5               | David Raya           | Arsenal             | Spagna      | 5     |
| 6               | Gianluigi Donnarumma | Paris Saint-Germain | Italia      | 1     |
| 7               | Mike Maignan         | Milan               | Francia     | 0     |

### The Best FIFA Men's Coach
| Posizione       | Nome              | Squadra          | Punti |
| --------------- | ----------------- | ---------------- | ----- |
| 1               | Carlo Ancelotti   | Real Madrid      | 26    |
| 2               | Xabi Alonso       | Bayer Leverkusen | 22    |
| 3               | Pep Guardiola     | Manchester City  | 10    |
| Altri candidati |                   |                  |       |
| 4               | Luis de la Fuente | Spagna           | 9     |
| 5               | Lionel Scaloni    | Argentina        | 5     |

### The Best FIFA Women's Player
| Posizione       | Nome                   | Club                                  | Nazionalità | Punti |
| --------------- | ---------------------- | ------------------------------------- | ----------- | ----- |
| 1               | Aitana Bonmatí         | Barcellona                            | Spagna      | 52    |
| 2               | Barbra Banda           | Shanghai Shengli / Orlando Pride      | Zambia      | 39    |
| 3               | Caroline Graham Hansen | Barcellona                            | Norvegia    | 37    |
| Altre candidate |                        |                                       |             |       |
| 4               | Lindsey Horan          | Olympique Lione                       | Stati Uniti | 26    |
| 5               | Lucy Bronze            | Barcellona / Chelsea                  | Inghilterra | 23    |
| 6               | Salma Paralluelo       | Barcellona                            | Spagna      | 22    |
| 7               | Tabitha Chawinga       | Paris Saint-Germain / Olympique Lione | Malawi      | 20    |
| 8               | Khadija Shaw           | Manchester City                       | Giamaica    | 19    |
| 9               | Ona Batlle             | Barcellona                            | Spagna      | 19    |
| 10              | Naomi Girma            | San Diego Wave                        | Stati Uniti | 9     |
| 11              | Mariona Caldentey      | Barcellona / Arsenal                  | Spagna      | 6     |
| 12              | Sophia Smith           | Portland Thorns                       | Stati Uniti | 4     |
| 13              | Keira Walsh            | Barcellona                            | Inghilterra | 1     |
| 14              | Trinity Rodman         | Washington Spirit                     | Stati Uniti | 0     |
| 15              | Mallory Swanson        | Chicago Stars                         | Stati Uniti | 0     |
| 16              | Lauren Hemp            | Manchester City                       | Inghilterra | 0     |

### The Best FIFA Women's Goalkeeper
| Posizione       | Nome              | Club                                    | Nazionalità | Punti |
| --------------- | ----------------- | --------------------------------------- | ----------- | ----- |
| 1               | Alyssa Naeher     | Chicago Stars                           | Stati Uniti | 26    |
| 2               | Catalina Coll     | Barcellona                              | Spagna      | 22    |
| 3               | Mary Earps        | Manchester United / Paris Saint-Germain | Inghilterra | 11    |
| Altre candidate |                   |                                         |             |       |
| 4               | Ann-Katrin Berger | Chelsea / NJ/NY Gotham                  | Germania    | 9     |
| 5               | Ayaka Yamashita   | INAC Kobe Leonessa / Manchester City    | Giappone    | 4     |

### The Best FIFA Women's Coach
| Posizione       | Nome                | Squadra                        | Punti       |
| I finalisti     | I finalisti         | I finalisti                    | I finalisti |
| --------------- | ------------------- | ------------------------------ | ----------- |
| 1               | Emma Hayes          | Chelsea / Stati Uniti          | 23          |
| 2               | Jonatan Giráldez    | Barcellona / Washington Spirit | 20          |
| 3               | Arthur Elias        | Corinthians / Brasile          | 13          |
| Altri candidati |                     |                                |             |
| 4               | Sonia Bompastor     | Olympique Lione / Chelsea      | 12          |
| 5               | Futoshi Ikeda       | Giappone                       | 2           |
| 6               | Elena Sadiku        | Celtic                         | 2           |
| 7               | Gareth Taylor       | Manchester City                | 0           |
| 8               | Sandrine Soubeyrand | Paris FC                       | 0           |

### FIFA Puskás Award
| Posizione | Giocatore          | Incontro               | Competizione             | Data             | Punti |
| --------- | ------------------ | ---------------------- | ------------------------ | ---------------- | ----- |
| 1         | Alejandro Garnacho | Everton-Manchester Utd | Premier League 2023-2024 | 26 novembre 2023 | 26    |
| 2         | Yassine Benzia     | Algeria-Sudafrica      | FIFA Series 2024         | 26 marzo 2024    | 22    |
| 3         | Denis Omedi        | Kampala City-Kitara    | Super 8 2024             | 6 agosto 2024    | 16    |

### FIFA Marta Award
| Posizione | Giocatore        | Incontro           | Competizione                              | Data             | Punti |
| --------- | ---------------- | ------------------ | ----------------------------------------- | ---------------- | ----- |
| 1         | Marta            | Brasile-Giamaica   | Amichevole                                | 1 giugno 2024    | 22    |
| 2         | Asisat Oshoala   | Barcellona-Benfica | UEFA Women's Champions League 2023-2024   | 14 novembre 2023 | 20    |
| 3         | Sakina Karchaoui | Francia-Svezia     | Qualificazioni al campionato europeo 2025 | 12 luglio 2024   | 16    |

### FIFA Fair Play Award
| Vincitore   | Motivazione                                                                                         |
| ----------- | --------------------------------------------------------------------------------------------------- |
| Thiago Maia | Per aver aiutato un'anziana donna a evacuare durante le inondazioni del Rio Grande do Sul del 2024. |

### FIFA Fan Award
| Posizione | Tifosi                 | Voti |
| --------- | ---------------------- | ---- |
| 1         | Guilherme Gandra Moura |      |
| 2         | José Armando           |      |
| 3         | Craig Ferguson         |      |

### FIFA World 11

#### FIFA Men's World 11
| Nome              | Club di appartenenza |
| Portiere          | Portiere             |
| ----------------- | -------------------- |
| Emiliano Martínez | Aston Villa          |
| Difensori         |                      |
| Daniel Carvajal   | Real Madrid          |
| Antonio Rüdiger   | Real Madrid          |
| Rúben Dias        | Manchester City      |
| William Saliba    | Arsenal              |
| Centrocampisti    |                      |
| Jude Bellingham   | Real Madrid          |
| Rodri             | Manchester City      |
| Toni Kroos        | Real Madrid          |
| Attaccanti        |                      |
| Lamine Yamal      | Barcellona           |
| Erling Haaland    | Manchester City      |
| Vinícius Júnior   | Real Madrid          |

#### FIFA Women's World 11
| Nome                   | Club di appartenenza |
| Portiere               | Portiere             |
| ---------------------- | -------------------- |
| Alyssa Naeher          | Chicago Stars        |
| Difensori              |                      |
| Lucy Bronze            | Barcellona / Chelsea |
| Naomi Girma            | San Diego Wave       |
| Irene Paredes          | Barcellona           |
| Ona Batlle             | Barcellona           |
| Centrocampisti         |                      |
| Gabi Portilho          | Corinthians          |
| Patri Guijarro         | Barcellona           |
| Lindsey Horan          | Olympique Lione      |
| Aitana Bonmatí         | Barcellona           |
| Attaccanti             |                      |
| Caroline Graham Hansen | Barcellona           |
| Salma Paralluelo       | Barcellona           |